# تسرویتسا
تسرویتسا (به صربی: Crvica) یک منطقهٔ مسکونی در صربستان است که در بایینا باشتا واقع شده‌است. تسرویتسا ۷۵۶ نفر جمعیت دارد.